# Gustávia (cidade)

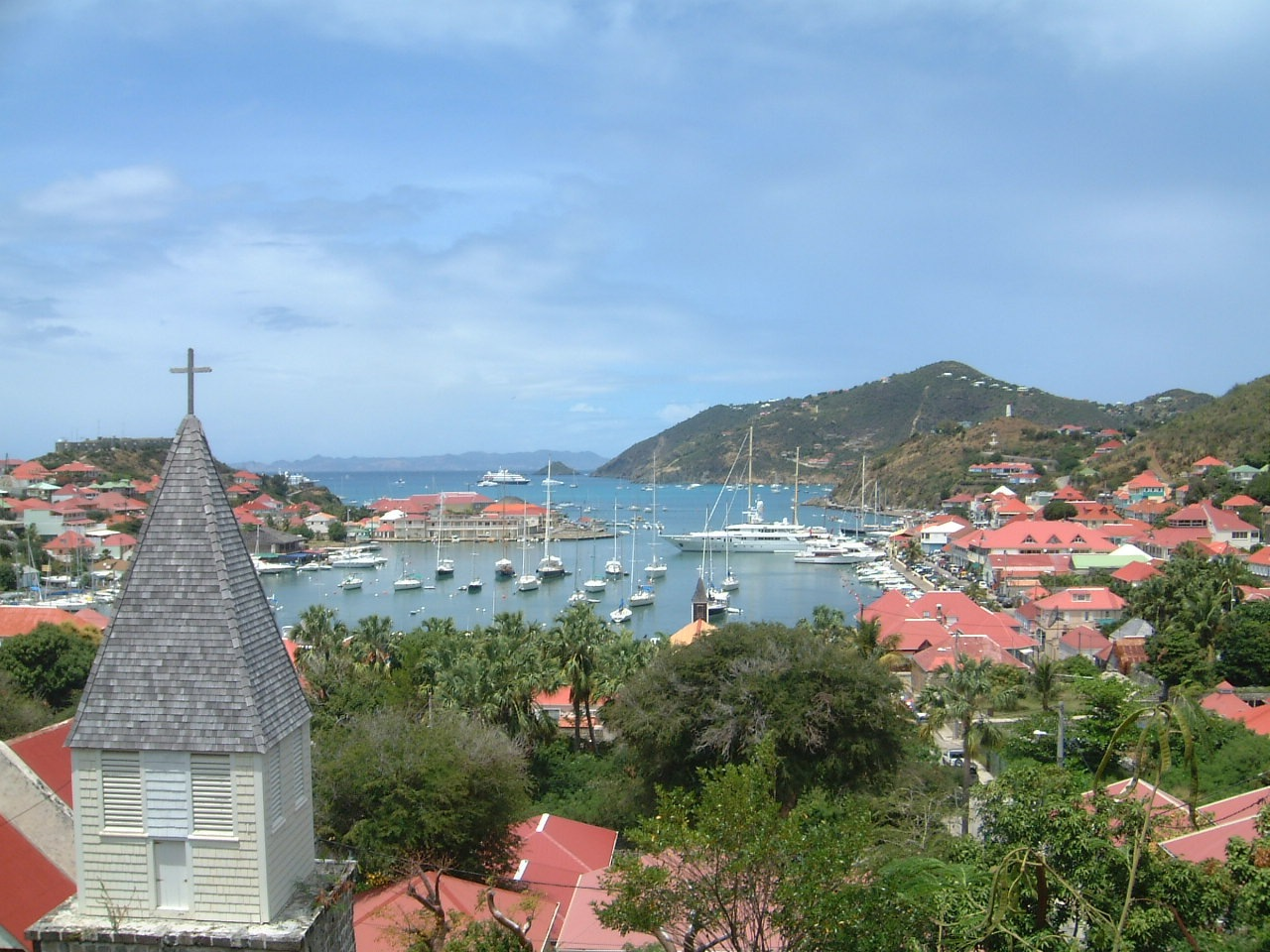
Porto de Gustavia

Gustávia (Sueco: Gustavia) com uma população de aproximadamente 3 000 habitantes, é a principal cidade da ilha de Coletividade de São Bartolomeu. Foi assim nomeada em honra de Gustavo III da Suécia. São Bartolomeu era originalmente um território francês chamado Carenage. Em 1785 foi cedida à Suécia pela França; em troca, a França passou a beneficiar de  direitos comerciais em Gotemburgo. Foi vendida de volta à França em 1878.